# Bilobalid
Bilobalid ist ein tetracylisches Sesquiterpen mit drei γ-Lacton-Ringen und einer tert.-Butyl-Gruppe. Es ist in seiner Konstitution eng verwandt mit den Ginkgoliden.

## Biosynthese
Nakanishi konnte zeigen, dass der Ginkgo-Baum radioaktives 14C aus den markierten Verbindungen Natriumacetat, Mevalonsäure und Methionin in Ginkgolide einbaut, weswegen eine terpenoide Biosynthese angenommen werden kann. Bilobalid war der erste bekannte Naturstoff mit einer tert-Butylgruppe.

## Vorkommen
Erstmals isolierte Major aus Ginkgo-biloba-Extrakten ein Hydroxylacton unbekannter Konstitution. Weinges et al. isolierten 1969 ebenfalls dieses Hydroxylacton, genannt Bilobalid, aus frischen Blättern des Ginkgo-Baumes. Major, Nakanishi und Weinges klärten gemeinsam dessen Struktur auf. Bilobalid ist in Mengen von 0,02 bis 0,06 % in den Blättern, in geringeren Mengen in den Holzteilen des Baumes enthalten.

## Verwendung
Bilobalid ist ein Inhaltsstoff des Ginkgo-Präparats Tebonin.